# 吉田富夫
吉田 富夫（よしだ とみお、1935年10月19日- ）は、日本の中国文学者。佛教大学名誉教授。現代中国研究会代表。中国現代文学専攻。

## 経歴
1935年、広島県賀茂郡福富町（現・東広島市）で生まれた。京都大学文学部中国文学科で学び、1958年に卒業。同大学大学院へ進み、1963年に博士課程を単位取得満期退学。
1967年、京都大学文学部助手に採用された。1972年に佛教大学文学部講師となった。1974年に助教授、1979年に教授昇格。2008年に佛教大学を定年退任し、名誉教授となった。莫言の著作の邦訳を多数手がけており、2012年12月に莫言のノーベル文学賞受賞に際しては、莫言の推薦でノーベル賞授賞式ならびに受賞パーティーに夫妻で出席した。

## 研究内容・業績
専門は中国の近現代小説。中国現代文学の長編作品の翻訳を多数手がけており、特に莫言の著作を数多く翻訳し、日本に紹介してきた。2003年来日した莫言を広島福富町のかやぶきの生家に招いたこともあり、現在もメールでやりとりがある。

## 著作
著書
- 『五四の詩人王統照（中国語版）：五四運動の研究(第3函)』同朋舎出版 1985
- 『反転する現代中国 文学・演劇・文化』研文出版(研文選書) 1991
- 『中国現代文学史』佛教大学通信教育部 1996
- 『中国現代文学史：1915－49』朋友書店 1997
- 『魯迅点景』研文出版(研文選書) 2000
- 『未知への模索：毛沢東時代の中国文学』(佛教大学鷹陵文化叢書 14) 思文閣出版 2006
- 『中国幻影：開いたパンドラの箱』阿吽社 2008
- 『莫言神髄』中央公論新社、2013

共編著
- 『志のうた：中華愛誦詩選 伯夷・叔斉から毛沢東まで』竹内実共著、中公新書 1991

訳書
- 『豊収」(葉紫（中国語版）)・「第二歩」(茹志鵑（中国語版）)』(世界文学大系) 筑摩書房 1965
- 『文芸講話』(世界の名著 64) 毛沢東著、中央公論社 1969
- 『三月雪」(蕭平（中国語版）)・「手紙」(李准（英語版）)』(現代中国文学 11) 河出書房新社 1971
- 『革命論集』(中国文明選 15) 小野信爾・狭間直樹共著、朝日新聞社 1972
- 『鄧小平は語る 全訳・日本語版「鄧小平文選」』竹内実と監訳、風媒社 1983
- 『原典中国現代史』(第5巻：思想・文学) 萩野脩二共編、岩波書店 1994
- 『廃都』賈平凹著、中央公論社 1996
- 『土門』賈平凹著、中央公論社 1997
- 『豊乳肥臀』莫言著、平凡社 1999
  - 選書化 平凡社ライブラリー 2014
- 『遊撃戦論』毛沢東著、藤田敬一共訳、中公文庫 2001
  - 改題『抗日遊撃戦争論』中公文庫 2014
- 『至福のとき 莫言中短編集』平凡社 2002
- 『消された国家主席劉少奇』王光美・劉源著、萩野脩二共訳、日本放送出版協会 2002
- 『貴門胤裔』葉広芩著、中央公論新社 2002
- 『白檀の刑』莫言著、中央公論新社 2003
  - 文庫化 中公文庫 2010
- 『白い犬とブランコ 莫言自選短編集』日本放送出版協会 2003
- 『四十一炮』莫言著、中央公論新社 2006
- 『転生夢現』莫言著、中央公論新社 2008
- 『無風の樹』李鋭著、岩波現代文庫 2011
- 『蛙鳴』莫言著、中央公論新社 2011
- 『天堂狂想歌』莫言著、中央公論新社 2013
- 『老生』賈平凹著、中央公論新社 2016

記念論集
- 『吉田富夫先生退休記念中国学論集』汲古書院 2008